# Kirchenpaueria pinnata
Kirchenpaueria pinnata is een hydroïdpoliep uit de familie Kirchenpaueriidae. De poliep komt uit het geslacht Kirchenpaueria. Kirchenpaueria pinnata werd in 1758 voor het eerst wetenschappelijk beschreven door Carl Linnaeus.

## Beschrijving
Kirchenpaueria pinnata is een kolonievormende, veervormig poliep met slanke, rechtopstaande centrale hoofdas die aan het substraat bevestigd is en onvertakte zijassen die in 1 vlak liggen. Ze zijn wit tot geelachtig, meestal 3–6 cm, en kunnen tot 10 cm hoog 
worden. Vertakkingen zijn geveerd met korte, stijve zijtakken waarbij in alle secties in de oksels poliepen (hydrotheca) op gelijke afstanden bevinden. De kleine geslachtsorganen (gonotheca) zijn bolvormig en meestal bevestigd aan de hoofdstam.

## Verspreiding
Het verspreidingsgebied van deze hydroïdpoliep is de noordoostelijke Atlantische Oceaan van IJsland in het noorden, tot Marokko in het zuiden, als ook in de Middellandse Zee. Het wordt gevonden op rotsen alsmede een grote verscheidenheid aan andere substraten, waaronder schelpen van weekdieren en schaaldieren, macroalgen, zeegrassen en kunstmatige houten constructies. Intertidaal tot ongeveer 100 m en af en toe tot 350 m. De naaktslakken Doto dunnei en Eubranchus vittatus worden vaak aangetroffen op deze poliep. Wordt in Nederland slechts op enkele plaatsen in de Zeeuwse delta (Oosterschelde) waargenomen.